# 히어로센터
히어로센터(Hero Center)는 MBC게임의 방송 경기장으로 현재 서울시 영등포구 문래동에 있는 SK LOOX 4층에 위치해 있었다.
MBC 게임 히어로 센터는 강남구 삼성동 코엑스에 히어로 센터를 처음 마련하였고, 2008년 4월 28일 신한은행 프로리그 2008 (MBC게임 vs 한빛)부터는 문래동으로 이전(정식 개관은 2008년 5월 5일)하였다.

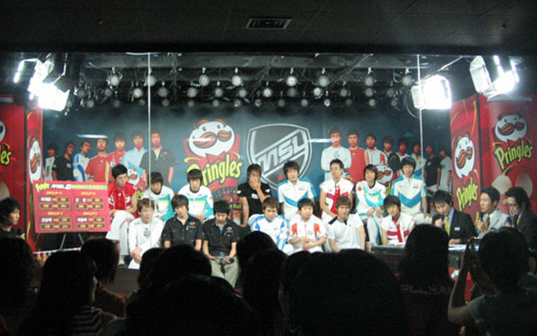
코엑스 히어로센터

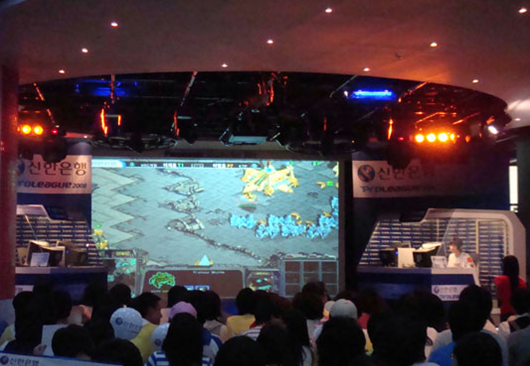
룩스 히어로센터

## 코엑스 히어로센터 (2006~2008)
2006년 세중게임월드경기장을 대체할 경기장으로 세중게임월드 근처에 지어졌다. 경기석을 유리벽으로 두른게 특징이다.
2007년 11월 5일, 히어로센터의 유리창이 파손되는 사고가 일어났다. 이 사고의 여파로 첫 프로리그 경기인 삼성전자 칸과 KTF 매직엔스의 대결은 무관중으로 경기를 해야 했다.

## 문래동 LOOX 히어로센터 (2008~2011)
기존 코엑스 히어로센터의 운영 계약이 만료됨에 따라 문래동 SK LOOX에 새롭게 마련했다. 온게임넷이 운영중인 용산경기장과 마찬가지로 경기 부스가 설치되었고 MBC게임의 오픈 스튜디오를 겸하는 시설이다. 특히 프로리그 에이스 결정전 경기 시 스크린이 올라가며 선수가 등장하는 장면이 연출되기도 한다.
2012년 2월부터는 MBC 게임이 MBC 뮤직으로 변경되어 폐국되면서 MBC 플러스미디어의 다른 프로그램 세트장으로 활용하다가 1년 후인 2012년 11월 철거되었다.